# Chrysoesthia sexguttella
Chrysoesthia sexguttella ist ein Schmetterling aus der Familie der Palpenmotten (Gelechiidae). Das Art-Epitheton sexguttella bezieht sich auf die insgesamt 6 gelben Flecke auf den Vorderflügeln (jeweils 3 pro Flügel) der Schmetterlinge.

## Merkmale
Die Schmetterlinge besitzen eine Flügelspannweite von 8–10 mm. Die schlanken Vorderflügel besitzen einen breiten ausgefransten Außenrand. Sie sind dunkelgrau bis schwarz gefärbt und weisen drei orange-gelbe Flecke auf. Der erste verläuft als Querband nahe der Flügelbasis. Der zweite befindet sich etwa auf halber Flügellänge am Hinterrand. Der dritte Fleck befindet sich am vorderen Rand auf etwa Zweidrittelslänge der Flügel. Der Hinterflügel ist schmal, grau mit langen Fransen. 
Die etwa 6 mm langen Raupen sind gelblich gefärbt mit einem breiteren dunklen Mittelstrich sowie an der Seite jeweils einer aus rötlichen Flecken bestehenden Linie. Kopf und Nackenschild sind schwarz.
Die gelbbraune Puppe hat eine Größe von 3,5 mm. Sie ist von einem weißen Seidenkokon umgeben.

## Verbreitung
Chrysoesthia sexguttella ist in der westlichen Paläarktis heimisch. Die Art ist in weiten Teilen Europas vertreten, auch auf den Britischen Inseln und in Skandinavien. Außerdem kommt die Art im Mittelmeerraum und im angrenzenden Nordafrika vor. In das nordöstliche Nordamerika wurde die Art eingeschleppt.

## Lebensweise
Die Schmetterlingsart nutzt als Wirtspflanze Fuchsschwanzgewächse (Amaranthaceae), hierbei insbesondere Vertreter aus den Familien der Melden (Atriplex) und der Gänsefüße (Chenopodium). Diese Pflanzen wachsen häufig auf Ruderalflächen. Die Art bildet zwei Generationen im Jahr. Die Flugzeit der Falter dauert von Mai bis Juni sowie von August bis September. Die Eier werden an der Blattunterseite der Wirtspflanzen abgelegt. Die Raupen minieren an den Blättern. Diese bilden anfangs einen kurzen Zickzack-Korridor, später verursachen sie eine großflächige transparente Blattmine. Die minierenden Raupen beobachtet man im Juni sowie in der Zeit von September bis Oktober. Zur Verpuppung verlassen die Raupen die Mine.

## Parasitoide
Chrysoesthia sexguttella hat verschiedene Parasitoide, darunter folgende:
- Agathis fuscipennis, eine Brackwespe aus der Unterfamilie Agathidinae
- Agrypon flexorium, eine Schlupfwespe aus der Unterfamilie Anomaloninae
- Pnigalio gyamiensis, eine Erzwespe aus der Familie der Eulophidae; deren Larven sind Ektoparasitode der Raupen

## Bilder

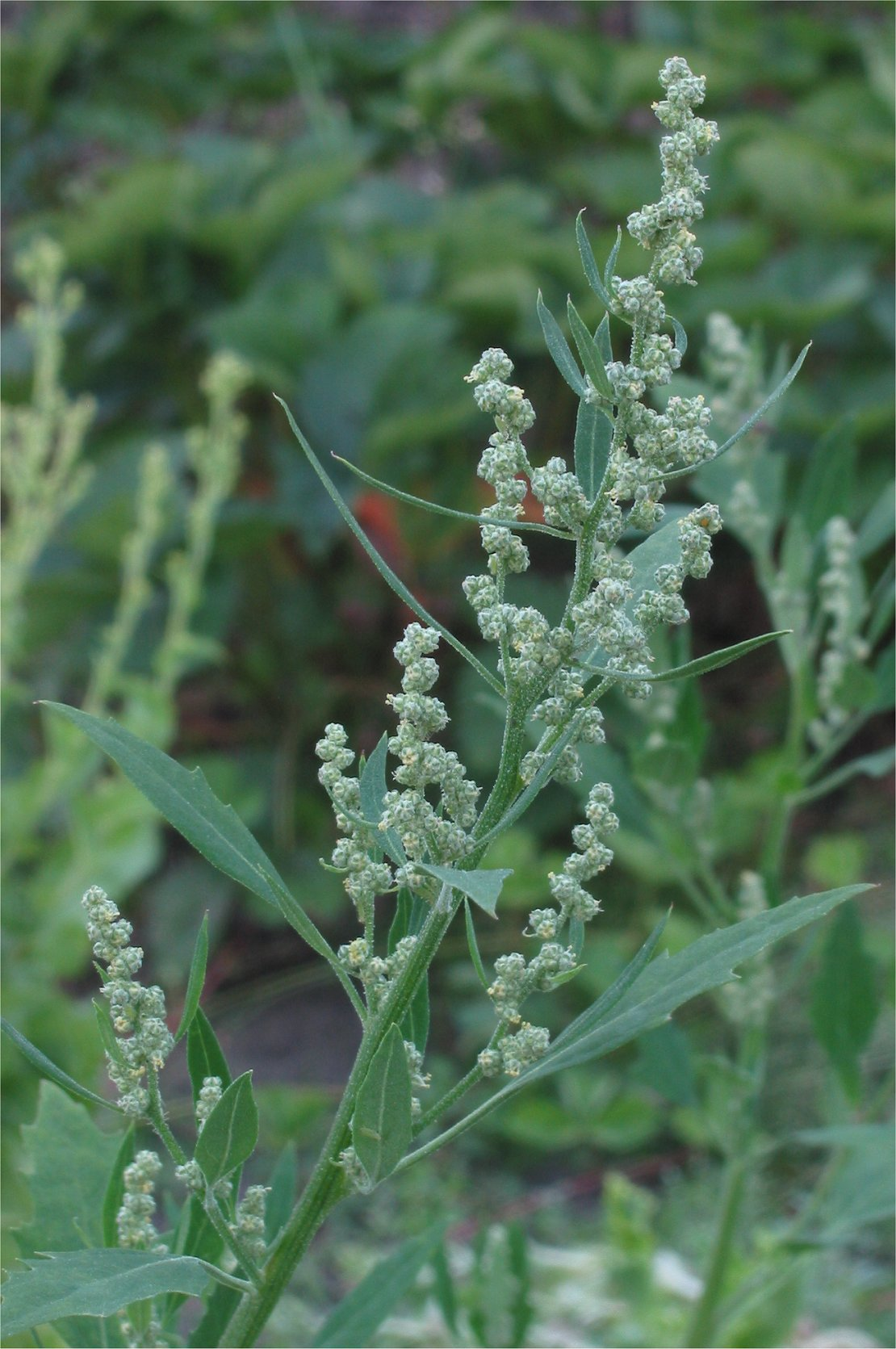
Weißer Gänsefuß (Chenopodium album), eine der Hauptwirtspflanzen
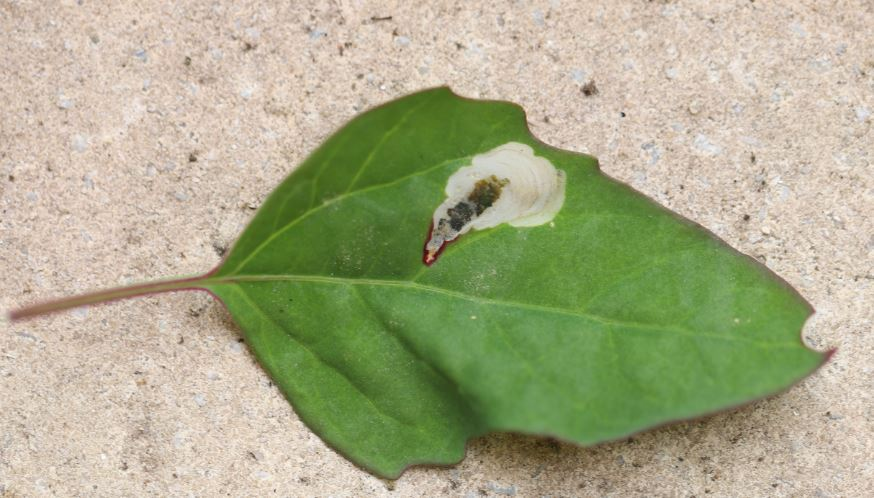
Blattmine an Weißem Gänsefuß mit Raupe darin
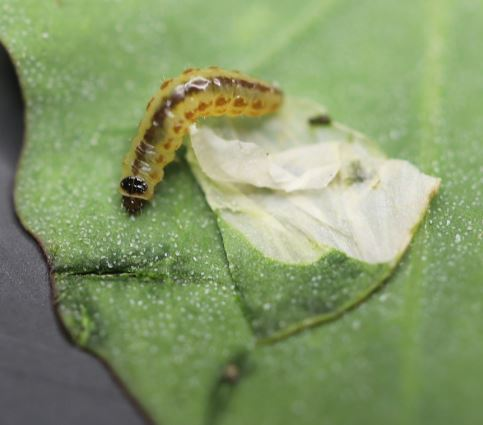
Raupe
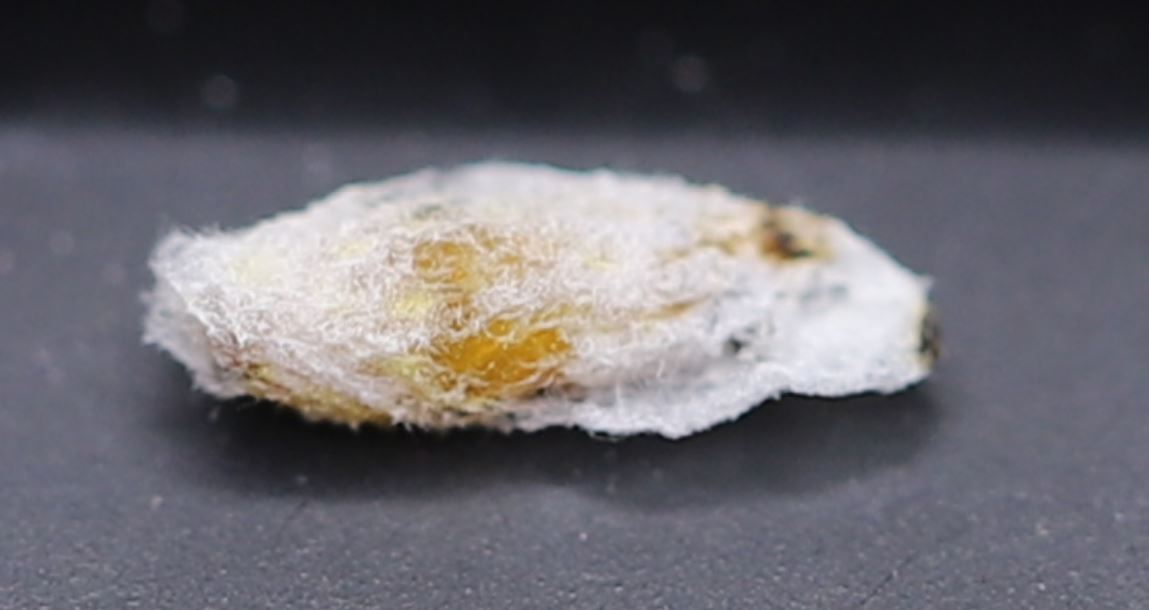
Puppe in einem Seidenkokon
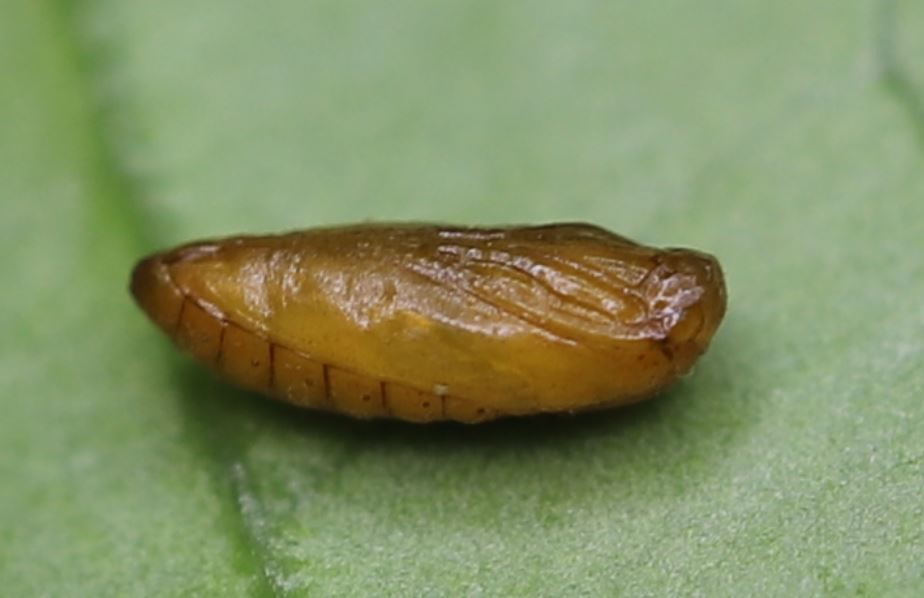
Puppe
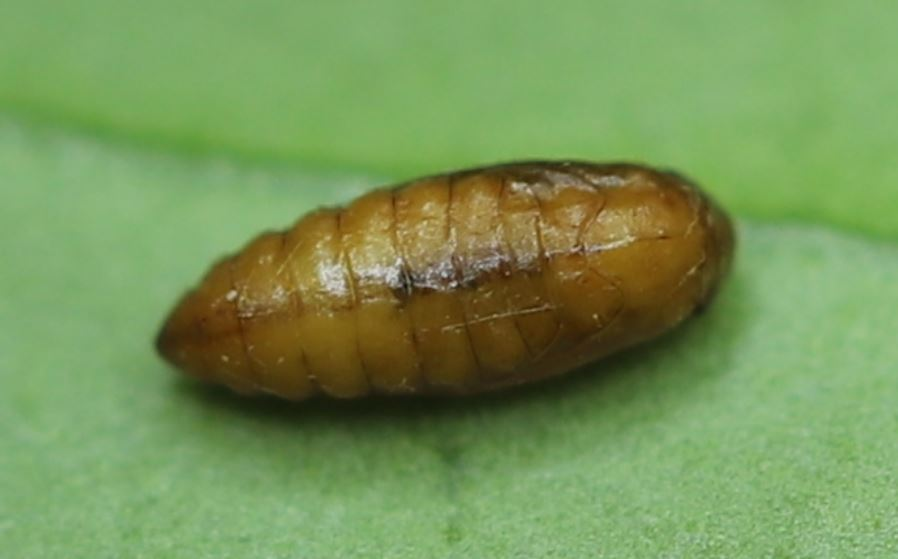
Puppe
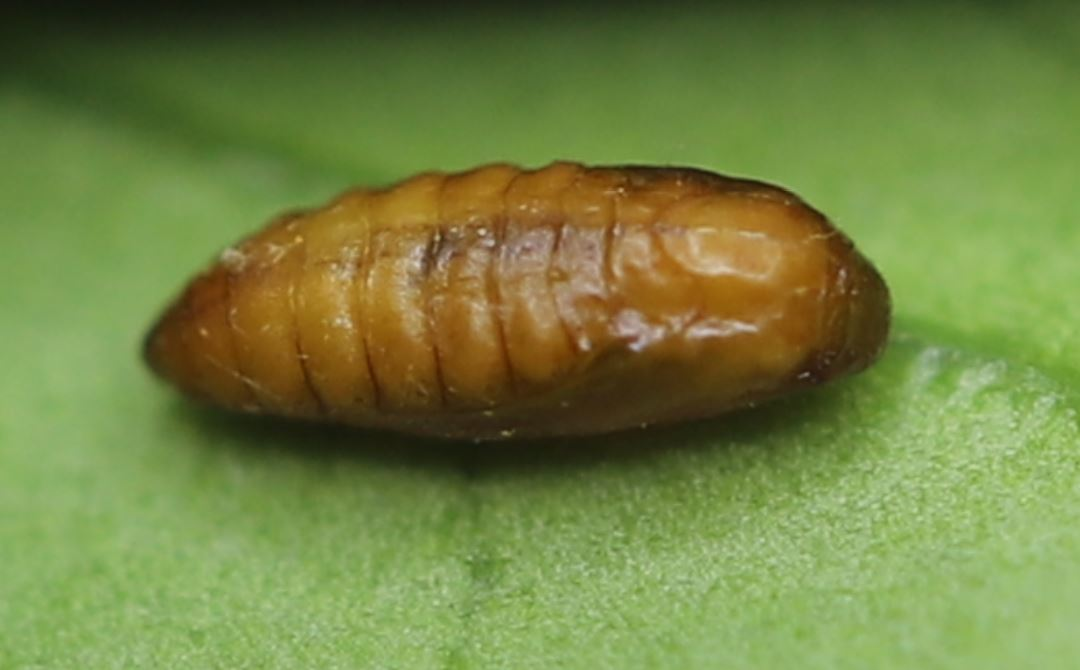
Puppe